# All My Best
All My Best è il secondo album di raccolta della cantante giapponese Mai Kuraki, pubblicato nel 2009.

## Tracce

### Disco 1
1. Watashi no, Shiranai, Watashi. (わたしの、しらない、わたし。) – 4:04
2. Love, Day After Tomorrow – 4:05
3. Stay by My Side – 4:26
4. Secret of My Heart – 4:26
5. Never Gonna Give You Up – 4:01
6. Simply Wonderful: Radio Edit – 3:54
7. Reach for the Sky – 4:49
8. Start in My Life – 5:09
9. Tsumetai Umi – 4:41
10. Double Rainbow – 4:43
11. Stand Up – 4:40
12. Always – 4:09
13. Perfect Crime – 4:38
14. Can't Forget Your Love – 5:29
15. Winter Bells – 4:39
16. Key to My Heart – 3:33

### Disco 2
1. Baby I Like – 4:22
2. Puzzle – 3:58
3. Beautiful – 4:32
4. Touch Me! – 5:11
5. Ichibyōgoto ni Love for You – 3:59
6. Be With U – 4:56
7. Silent Love: Open My Heart – 4:25
8. Aitakute... (会いたくて...) – 4:32
9. Shiroi Yuki – 4:49
10. Best of Hero (ベスト オブ ヒーロー) – 4:14
11. Growing of My Heart – 4:22
12. Ashita e Kakeru Hashi (明日へ架ける橋) – 3:59
13. Time After Time: Hana Mau Machi de (Theater Version) – 4:12
14. Kaze no Lalala – 4:22
15. Like A Star in the Night – 5:37
16. Feel Fine! – 4:49